# Actinopus rufibarbis
Espèce
Actinopus rufibarbis est une espèce d'araignées mygalomorphes de la famille des Actinopodidae.

## Distribution
Cette espèce est endémique du Brésil.

## Publication originale
- Mello-Leitão, 1930 : Aranhas do Cuminá. Archivos do Museu Nacional, Rio de Janeiro, vol. 32, p. 51-75.